# Mamma tutto/Dormi, amore dormi
Mamma tutto/Dormi, amore dormi pubblicato nel 1976 è un 45 giri della cantante italiana Iva Zanicchi

## Tracce
Lato A

Cantano Iva Zanicchi e il Piccolo Coro dell'Antoniano diretto da Mariele Ventre:
- Mamma tutto (Maman Bonheur) - 2:40 - (A.Testa - J.Broussolle - J.Kluger)

Lato B
- Dormi, amore dormi (Ninna nanna) - 2:55 - (Sandro Tuminelli - Trascrizione e rielaborazione Ezio Leoni)

## Classifica settimanale[1]
| Classifica (1977) | Posizione | Artista      |
| ----------------- | --------- | ------------ |
| Italia            | 6         | Iva Zanicchi |

## Classifica annuale[2]
| Classifica (1977) | Posizione | Artista      |
| ----------------- | --------- | ------------ |
| Italia            | 39        | Iva Zanicchi |

## Curiosità
- Mamma tutto è stato inciso anche dal Piccolo Coro dell'Antoniano allo Zecchino d'Oro 1976 e la versione della Zanicchi è inserita nell'album raccolta "Mamma tutto" – ( - Rifi RDZ-TS 14277 - 1976 - ).
- La versione di Dormi, amore dormi contenuta in questo 45 giri è diversa rispetto a quella contenuta nell'album Shalom del 1971. Questa versione è inserita nell'album raccolta "Mamma tutto" – ( - Rifi RDZ-TS 14277 - 1976 - ).